# Amaunet
Amaunet (Amunet, Amonet, Amentet, Amentit, Imentet, Imentit i Ament) je izvorno žensko božanstvo.

## Stvaranje svijeta
Tijekom stvaranja svijeta, prema mitu iz Hermopolisa, postojali su "očevi i majke...prije pravih bogova". To su Nun i Naunet, božanstva vode, Kek i Kauket, Huh i Hauhet, te Amon i Amaunet. Amaunet se ne spominje u mitu iz Heliopolisa. Amon i Amaunet su božanstva Sunca. Kad je svemir doveden u red, hermopoliski svećenici su tvrdili da Huh pomaže vječno Šuu držati božicu-nebo - Nut. Za njih je Amon bio bog zraka i Sunca, kao i za tebanske svećenike. Amaunet je Amonova žena zmijske glave, što sliči Wadjet ili Meretseger. Nije mu rodila djece, pa se oženio Mut, koja je rodila Khonsua, ali se ovaj mit spominje u Tebi. U Heliopolisu se Amaunet uopće ne spominje, ali su zato spomenuti Nun, i, u jednoj verziji, Amon-Ra. Amaunet je imala zmijsku glavu u svijesti Egipćana jer su vjerovali da postoje samo ženske zmije. Ali Amaunet je prikazana i kao ljudska žena koja na glavi nosi jastreba ili pero.

## Druge uloge
Amaunet se na neki način može gledati kao božica zraka. Njezino se ime ponekad koristilo za podzemlje, Ozirisovo carstvo, imenom Duat. Kad bi se njezino ime koristilo za ime podzemlja, izgovaralo bi se Amentet ili Imentit. U nekim hijeroglifima je opisana kao zapadna božica, što je inače Hathor, Raova kćer. U tom slučaju, Amauntino ime znači "zapad", "ona od zapada", kao ogledalo zapada. Njezina uloga kao pogrebne božice vidi se u tome što je vodila duše na zapad, u podzemlje, kamo Sunce zalazi.